# Hohlgangsanlage 8
Hohlgangsanlage 8 (Ho8), auch Jersey War Tunnels oder German Underground Hospital, ist eine unterirdische Bunkeranlage auf Jersey, der größten der von der deutschen Wehrmacht während des Zweiten Weltkriegs besetzten britischen Kanalinseln.
Die Hohlgangsanlage wurde dort ab 1941 gebaut und war als Munitionsdepot und Lazarett vorgesehen, aber wurde in letzterer Funktion nie genutzt. Die Bunkeranlage ist heute ein Museum und kann besichtigt werden.

## Geschichte
Die Besetzung Jerseys, wie auch der anderen Kanalinseln, begann am 30. Juni 1940, als ein erstes Flugzeug der Luftwaffe auf dem dortigen Flugplatz landete.
Ab 1941 begannen die Besatzer damit, durch massive Bautätigkeit die Inseln zur Verteidigung weiter zu stärken. Auf Jersey entstand ein weitläufiges, nahezu 2600 m² großes, unterirdisches Gangsystem, das „bombensicheren“ Schutz gegen alliierte Luftangriffe bieten sollte. Dazu gehörten zunächst Mannschaftsquartiere, Verpflegungseinrichtungen und Munitionslager. Für die gefährliche und mühsame Bauarbeit, bei der über 14.000 Tonnen Gestein und Erde bewegt wurden, brachten die Besatzer sowjetische Zwangsarbeiter auf die Insel, die in einem nahe gelegenen Gefangenenlager untergebracht wurden. Die Zahl der Unfälle und Todesfälle unter den Arbeitern war sehr hoch.
Ende 1943, als die Furcht vor einer alliierten Invasion wuchs, wurde die Anlage um ein Lazarett ergänzt, das über mehrere Operationssäle und 500 Krankenhausbetten verfügte. Am 9. Mai 1945, einen Tag nach der bedingungslosen Kapitulation der Wehrmacht, betraten britische Truppen die Kanalinseln und internierten die deutschen Besatzungstruppen.
Die Bunkeranlage wurde in ein Museum umgewandelt und dazu teilweise wieder in den Zustand von 1945 zurückversetzt.
- Eingangsbereich

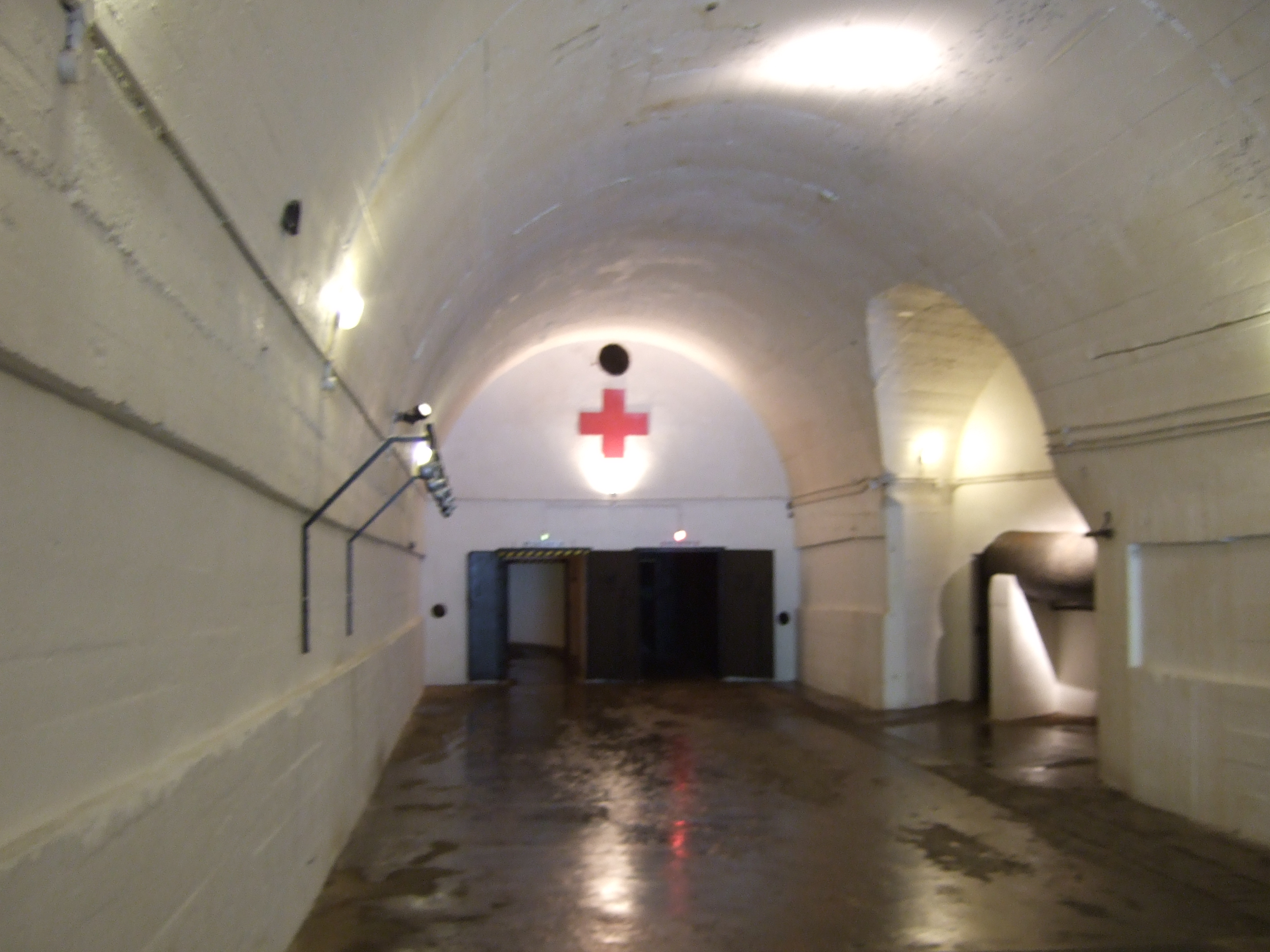
Eingangsbereich
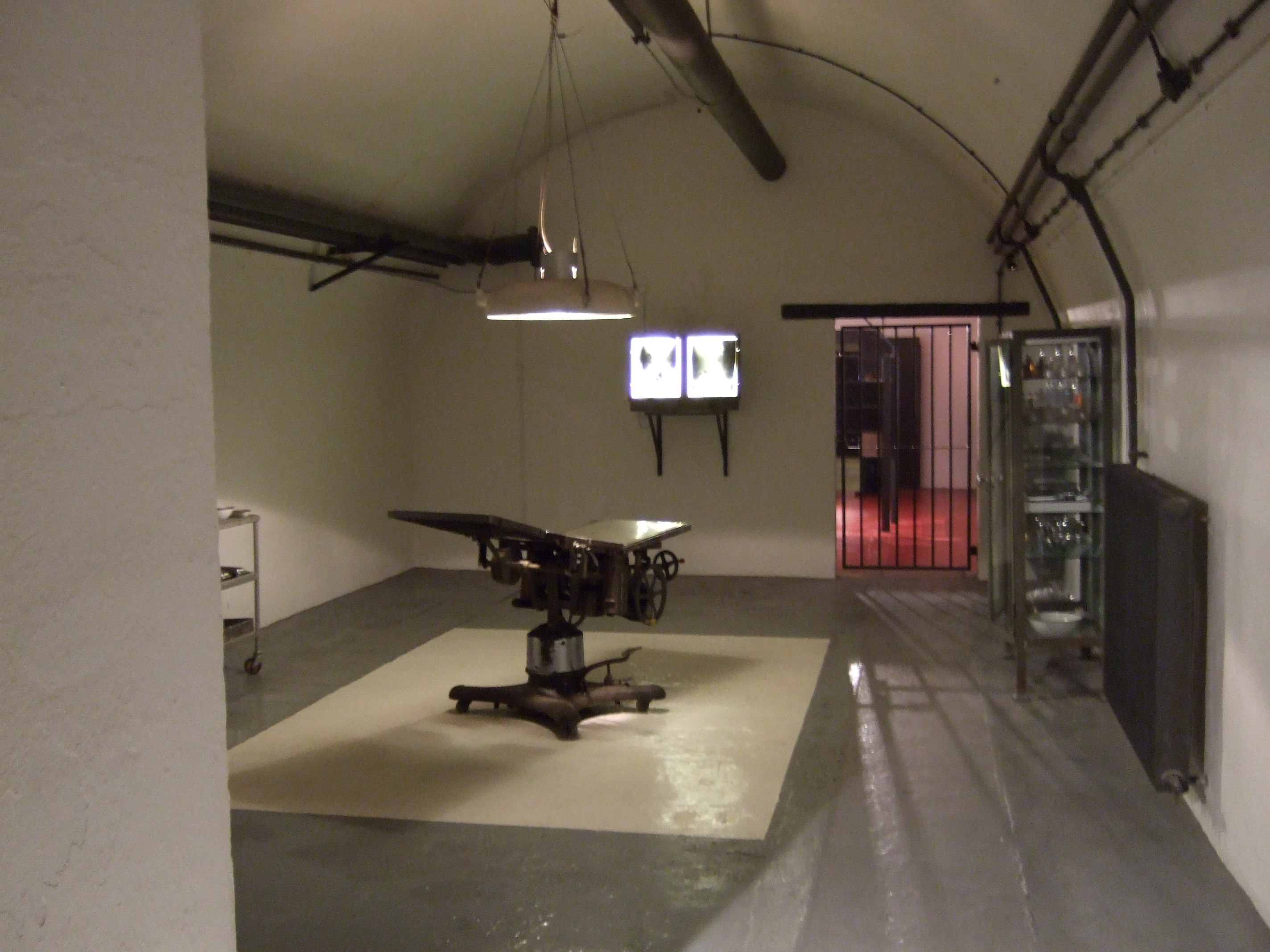
Unterirdischer Operationssaal
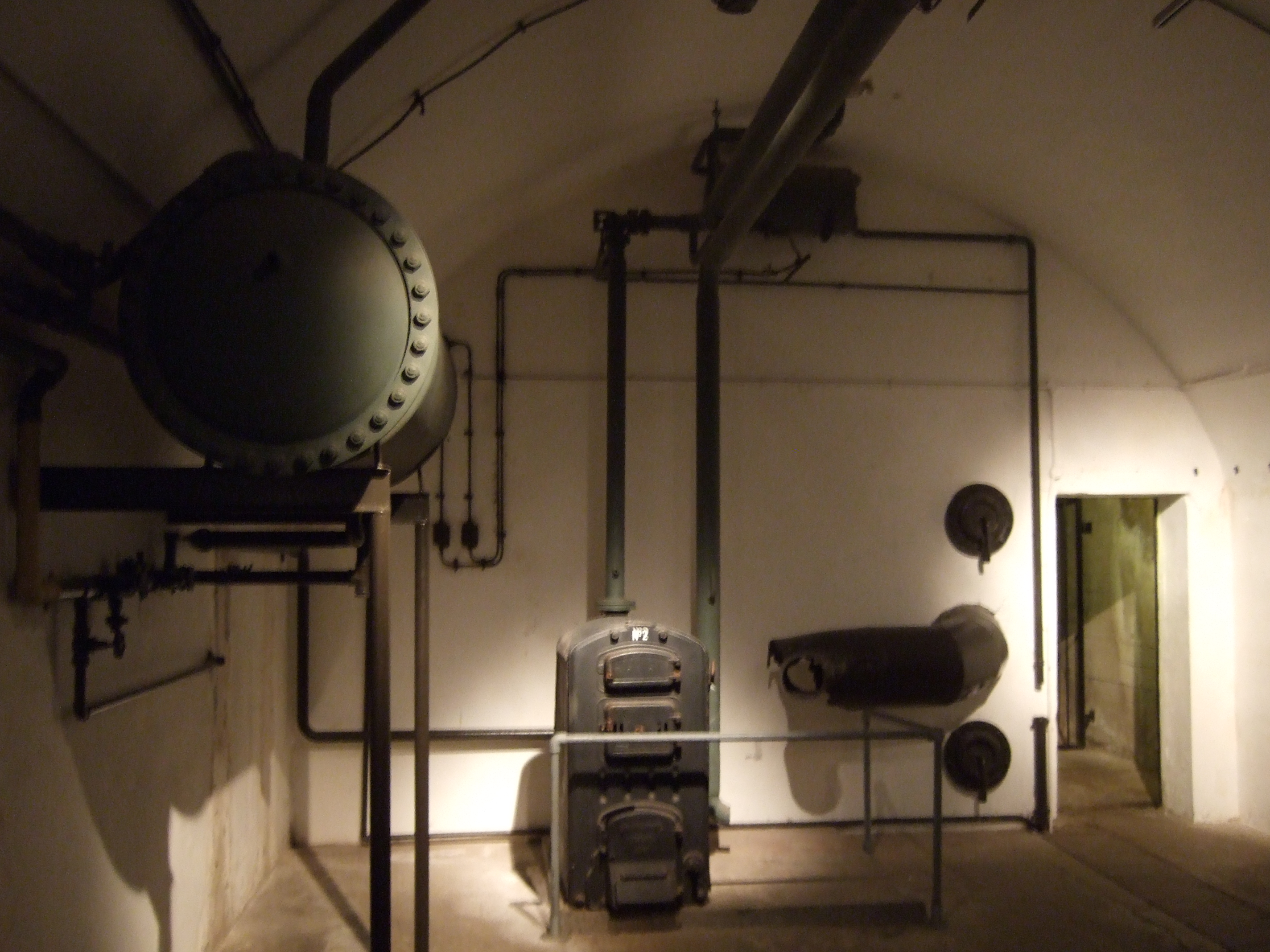
Versorgungsraum
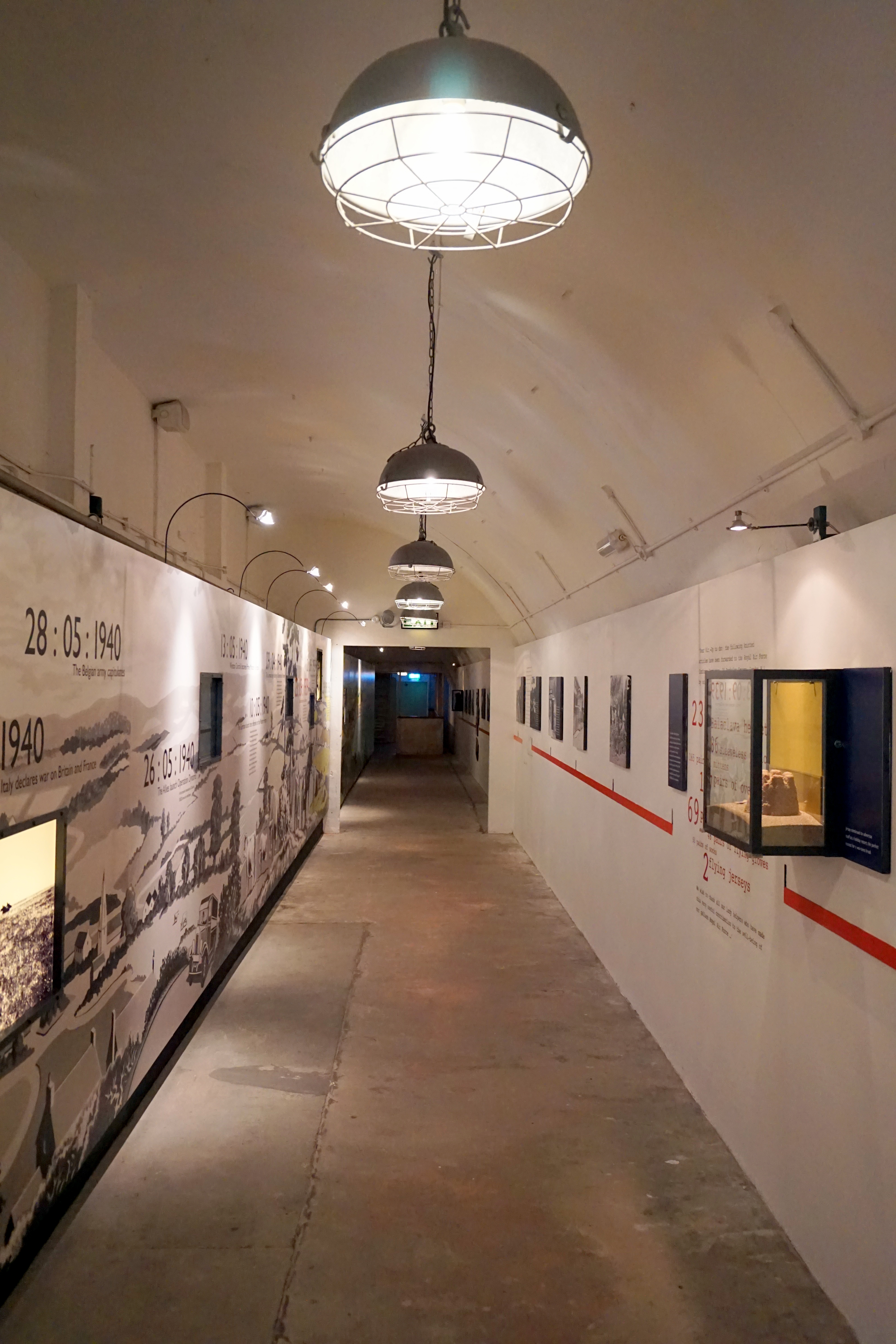
Museumsgänge
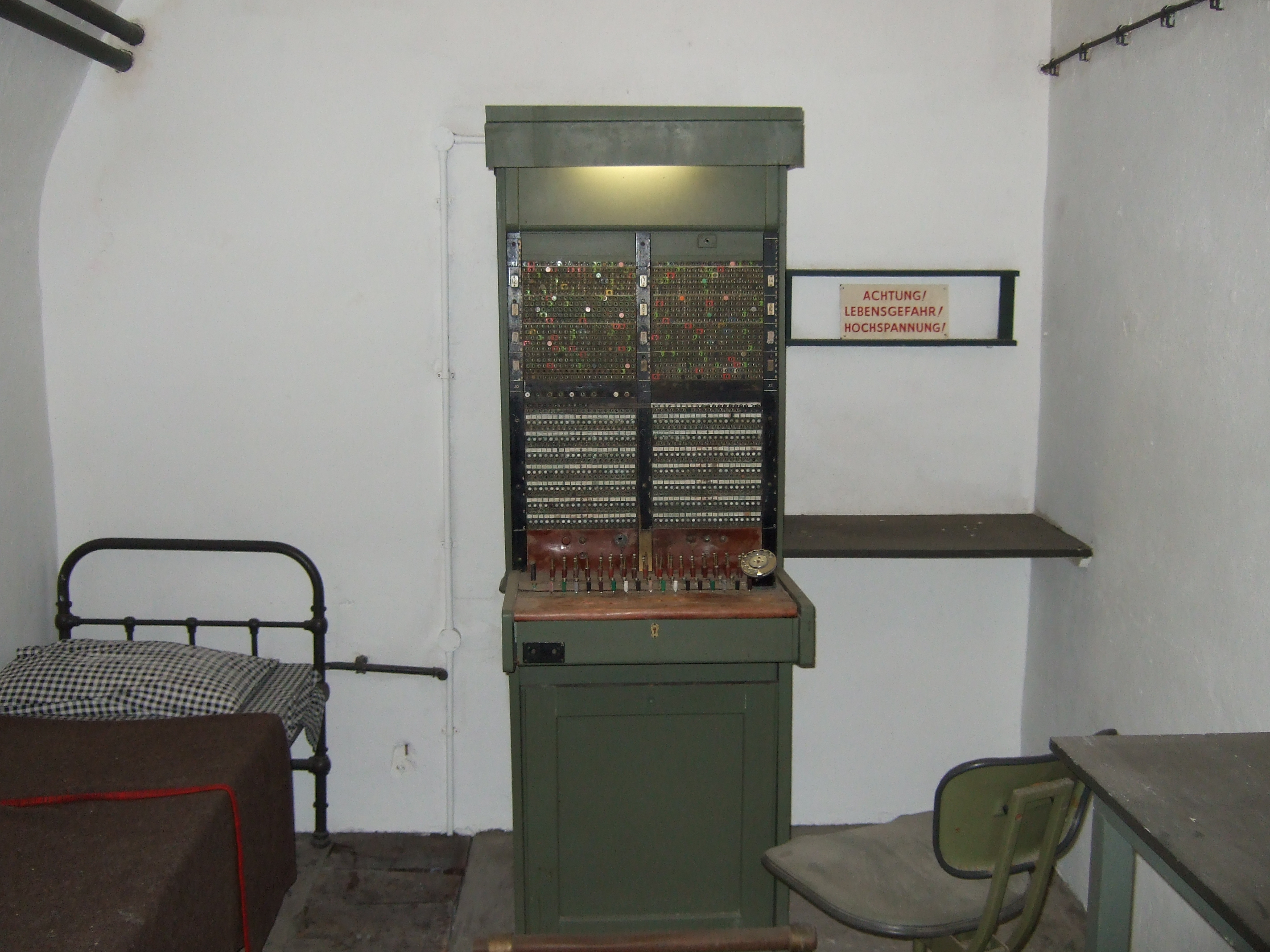
Telefonvermittlungsstelle

- Versorgungsraum
- Museumsgänge
- Telefonvermittlungsstelle
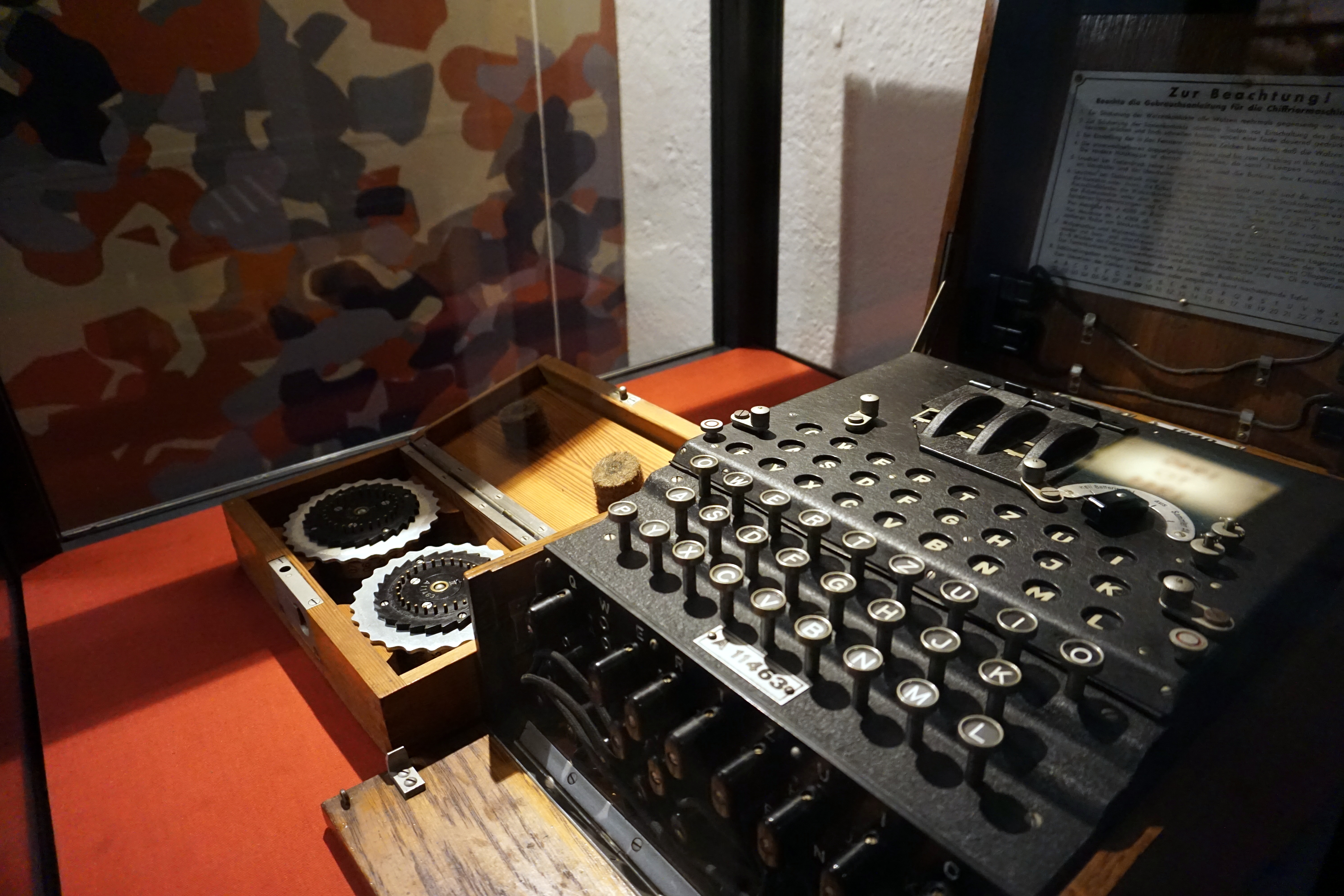
Enigma-Schlüsselmaschine
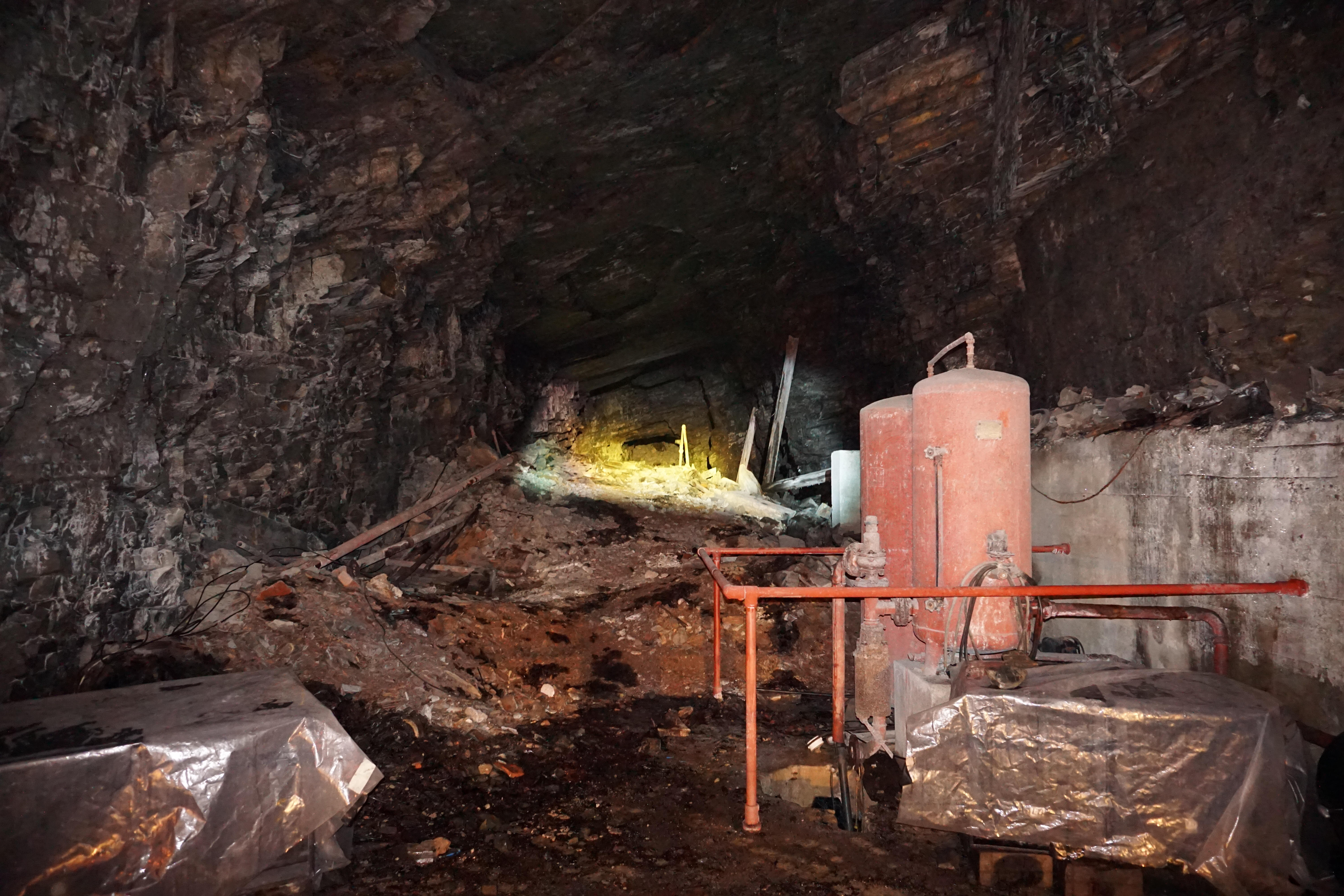
Unvollendeter Ausbau